# Wilkoszewice
Wilkoszewice [pronunciación en polaco: /vilkɔʂɛˈvit͡sɛ/] es un pueblo ubicado en el distrito administrativo de Gmina Gorzkowice, dentro del Distrito de Piotrków, Voivodato de Łódź, en Polonia central. Se encuentra aproximadamente a 6 kilómetros al noreste de Gorzkowice, a 17 kilómetros al sur de Piotrków Trybunalski, y a 61 kilómetros al sur de la capital regional Łódź.